# 讷维莱特 (埃纳省)
讷维莱特（法語：Neuvillette，法語發音：[nøvilɛt]）是法国上法蘭西大區埃纳省的一个市镇，属于圣康坦区。

## 地理
讷维莱特（49°51'14"N, 3°28'56"E）面积6.44 平方千米，位于法国上法蘭西大區埃纳省，该省份为法国北部内陆省份，北起北部省，西接索姆省和瓦兹省，东临阿登省和马恩省，西南至塞纳-马恩省，东北部与比利时接壤。
与讷维莱特接壤的市镇（或旧市镇、城区）包括：贝尔诺、方丹圣母村、马尔西、蒙多里尼、奥里尼-圣伯努瓦特、勒尼、特内勒。

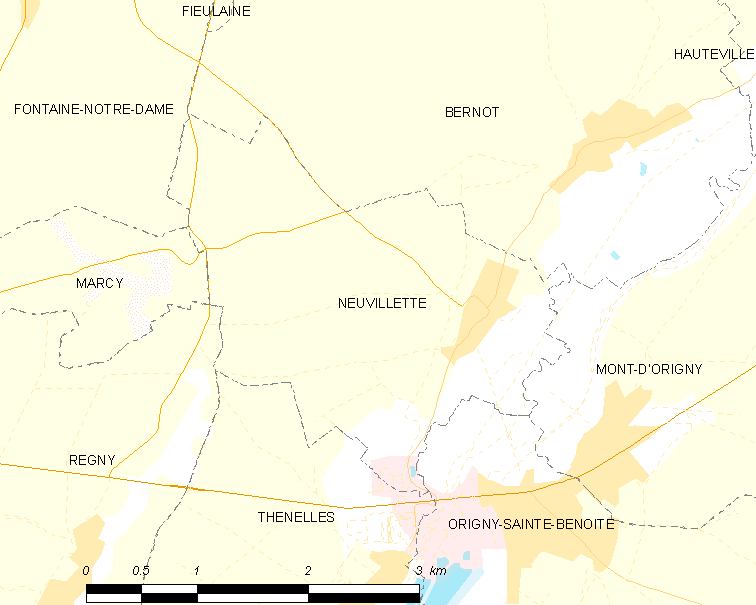
的OSM定位图

讷维莱特的时区为UTC+01:00、UTC+02:00（夏令时）。

## 行政
讷维莱特的邮政编码为02390，INSEE市镇编码为02552。

## 政治
讷维莱特所属的省级选区为里布蒙县。

## 人口

1962-2008年间人口变化图示

讷维莱特于2022年1月1日时的人口数量为180人。